# Camilla Lucerna
Camilla Lucerna (auch Camilla Luzerna, Kamila Lucerna, Pseudonyme: Camilla Leonhard, Camilla Milović; * 24. Juni 1868 in Riva del Garda; † 15. Juni 1963 in Zagreb) war eine österreichische Pädagogin, Philologin, Übersetzerin und Schriftstellerin.

## Leben
Die Tochter des k.k. Auditors und Gerichtsrats Johann Lucerna und seiner Ehefrau Maria geb. Scheuchenstuel verbrachte ihre Jugend auf Schloss Falkenburg/Wolfnitzhal. Sie bereiste in ihrer Jugend Kroatien (dalmatinisches Küstenland, Plitvicer Seen), Deutschland und Frankreich. Von 1876 bis 1889 besuchte sie zuerst die Grundschule und danach die Lehrerbildungsanstalt in Klagenfurt, wo sie 1889 als Privatistin die Reifeprüfung für Volksschulen ablegte. 1892 wurde sie Lehrerin für Deutsch und Französisch am privaten Sprach- und Erziehungsinstitut in Zagreb, dann ab 1894 an der höheren Mädchenschule in Gospić. Dort verkehrte sie unter anderem mit dem Dichter Bude Budisavljević und verbesserte unter dessen Einfluss ihre Kenntnisse in der kroatischen Sprache. Schon 1895 bis ins Jahr 1919 war sie Lehrerin (später Schulrätin) für deutsche Sprache am Mädchenlyceum in Zagreb. Daneben studierte sie von 1889 bis 1907 Germanistik und Slawistik in Wien und Zagreb. 1919 wurde sie in den Ruhestand versetzt und war danach Privatgelehrte in Zagreb.
Bereits während ihrer Lehrerinnentätigkeit forschte sie als Philologin und war schriftstellerisch sowohl in der deutschen als auch kroatischen Sprache tätig und wirkte nach ihrem Ruhestand als Privatgelehrte, Übersetzerin und Schriftstellerin.
Ihr Bruder Eduard Lucerna vertonte ihr Lyrisches Drama Zlatorog.
Die Schriften Lucernas sind großteils in der National- und Universitätsbibliothek Zagreb sowie in der Bibliothek der Abteilung für Germanistik an der Philosophischen Fakultät in Zagreb erhalten.

## Werke (Auswahl)
- Zlatorog : Lyrisches Drama in 3 Acten. Musik von Eudard Lucerna. Klagenfurt 1900.
- Die südslavische Ballade von Asan Agas Gattin und ihre Nachbildung durch Goethe. München 1905.
- Studienblätter zur kroatischen und serbischen Literatur. Zagreb November 1909.
- Das Märchen : Goethes Naturphilosophie als Kunstwerk. Leipzig 1910.
- Die letzte Kaiserin von Trapezunt in der südslawischen Dichtung. Sarajevo 1912.
- Asseneth. Wien 1921.
- Das Balladendrama der Südslaven. Leipzig 1923.
- Balladen der „Unbekannten“ : Studienblättchen zur kroatischen Volkspoesie. Matica hrvatska, Zagreb 1943.

## Auszeichnungen
- 1911: Goldmedaille des Königs Nikola I. von Montenegro (Zlatna kolajna cara Nikole I.), Cetinje
- 1932: Silberne Medaille der Deutschen Akademie, München
- 1955: Goethe-Medaille des Goethe-Instituts, München

## Quelle
- Christoph König (Hrsg.), unter Mitarbeit von Birgit Wägenbaur u. a.: Internationales Germanistenlexikon 1800–1950. Band 2: H–Q. De Gruyter, Berlin/New York 2003, ISBN 3-11-015485-4, S. 1118–1119 (eingeschränkte Vorschau in der Google-Buchsuche).

| Personendaten    | Personendaten                                                                |
| ---------------- | ---------------------------------------------------------------------------- |
| NAME             | Lucerna, Camilla                                                             |
| ALTERNATIVNAMEN  | Lucerna, Kamila; Leonhard, Camilla (Pseudonym); Milović, Camilla (Pseudonym) |
| KURZBESCHREIBUNG | österreichische Pädagogin, Philologin, Übersetzerin und Schriftstellerin     |
| GEBURTSDATUM     | 24. Juni 1868                                                                |
| GEBURTSORT       | Reiff am Gartsee                                                             |
| STERBEDATUM      | 15. Juni 1963                                                                |
| STERBEORT        | Zagreb                                                                       |